# イブラヒム・エンバイェ
イブラヒム・エンバイェ（Ibrahim Mbaye、2008年1月24日 - ）は、フランスとセネガルのサッカー選手。ポジションはフォワード。

## クラブ経歴
2013年にESギュイヤンクールで下部組織キャリアをスタートし2015年にFCヴェルサイユ78に加入した。2018年、10歳でパリ・サンジェルマンFCのアカデミーに加入した。2023-24シーズン、16歳でパリ・サンジェルマンU-19のU-19フランス全国選手権プレーオフ優勝に貢献、準決勝のオリンピック・マルセイユ戦でゴールを決め、決勝のAJオセール戦ではセニー・マユルの2点目をアシストした。
2024年7月14日、パリ・サンジェルマンのルイス・エンリケ監督によってトップチームのプレシーズンに招集された。8月7日、親善試合のSKシュトゥルム・グラーツ戦でトップチームデビューと初の先発出場を果たした。前半9分、マルコ・アセンシオのアシストからパリ・サンジェルマンのシーズン初ゴールを決めた。8月10日、2試合目の親善試合であるRBライプツィヒ戦で先発出場した後、ルイス・エンリケ監督はそのパフォーマンスを称賛した。
8月16日、リーグ・アン第1節のル・アーヴルAC戦で公式戦デビューを果たした。ワレン・ザイール＝エムリが持っていたパリ・サンジェルマン史上最年少先発出場記録を16歳6ヶ月23日で更新した。
2025年2月7日、パリ・サンジェルマンとの初のプロ契約を2027年まで締結した。
2月26日、クープ・ドゥ・フランス準々決勝のスタッド・ブリオシャン戦で途中出場しクープ・ドゥ・フランスデビューを果たした。
3月29日、リーグ・アンのASサンテティエンヌ戦でプロ初ゴールを決めた。

## 代表経歴
フランスの世代別代表に選出されてきた。2024年のモンテギュー国際大会ではU-16フランス代表を優勝に導き大会最優秀選手賞を受賞した。2024年のラファージュ・フット・アヴニールではU-18フランス代表の一員として3位になった。